# Alexander Wladimirowitsch Abrossimow
Alexander Wladimirowitsch Abrossimow (russisch Александр Владимирович Абросимов, englische Transkription: Alexander Abrosimov; * 25. August 1983 in Nowokuibyschewsk) ist ein russischer Volleyballspieler.

## Karriere
Abrossimow begann seine Karriere 1999 in seiner Heimatstadt bei Oktan Nowokuibyschewsk und spielte anschließend von 2003 bis 2005 für Nova Nowokuibyschewsk. 2005 wurde der Mittelblocker vom Erstligisten VK Lokomotiv-Belogorje verpflichtet und gewann den russischen Pokal. Im folgenden Jahr erreichte er mit der russischen Nationalmannschaft den dritten Rang in der Weltliga. 2008 wechselte Abrossimow zum Ligakonkurrenten VK Zenit-Kasan. Mit dem neuen Verein gewann er 2009 das Double aus Meisterschaft und Pokal. In den nächsten beiden Jahren konnte Kasan den Titel in der Meisterschaft erfolgreich verteidigen. Außerdem stand der Verein 2011 im Finale der Champions League gegen Trentino Volley. 2011/12 spielte Abrossimow für eine Saison bei Fakel Nowy Urengoi. Anschließend kehrte er zurück nach Kasan.